# Wanda Drège
Wanda Drège (ur. 3 kwietnia 1887, zm. 10 grudnia 1965 w Warszawie) – polska matematyczka i fizyczka.

## Życiorys

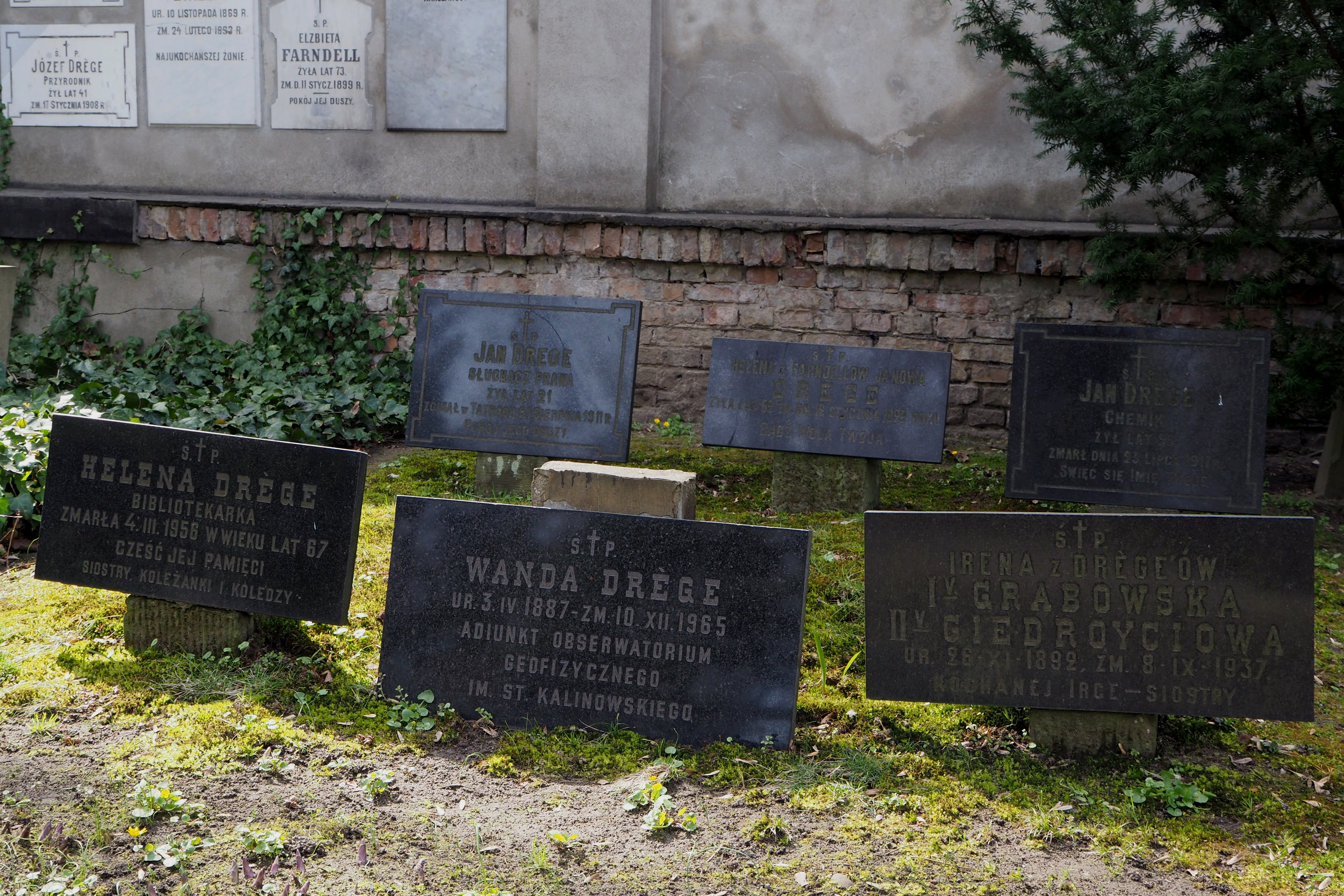
Grób Wandy Drège na Cmentarzu ewangelicko-reformowanym w Warszawie

Studiowała matematykę i fizykę na Wydziale Przyrodniczym Towarzystwa Kursów Naukowych, następnie na Wolnej Wszechnicy Polskiej.
Od 1907 roku pracowała naukowo, początkowo w Muzeum Przemysłu i Rolnictwa w Warszawie, a w latach 1914-1952 w Obserwatorium Magnetycznym w Świdrze. W 1954 roku otrzymała stopień adiunkta. W roku 1957 obchodziła 50-lecie pracy zawodowej. Wielokrotnie odznaczana. Zmarła 10 grudnia 1965 roku w Warszawie. Została pochowana na Cmentarzu Ewangelicko-Reformowanym.